# SN 2004em
SN 2004em – supernowa typu II odkryta 14 września 2004 roku w galaktyce IC1303. W momencie odkrycia miała maksymalną jasność 17,50m.